# Угольников, Игорь Станиславович
И́горь Станисла́вович Уго́льников (род. 15 декабря 1962, Москва) — советский и российский актёр и режиссёр театра и кино, сценарист, продюсер и телеведущий юмористических программ; народный артист Российской Федерации (2023), лауреат Государственной премии Российской Федерации имени Маршала Советского Союза Г. К. Жукова (2022) и Премии Президента Российской Федерации (2021).
В 1990-х годах Угольников был ведущим телепрограмм «Оба-на!», «Оба-на! Угол-шоу», «Доктор Угол» и «Добрый вечер».

## Биография
Родился 15 декабря 1962 года в Москве. Отец — Станислав Васильевич Угольников (род. 23 сентября 1938) родом из Ленинграда, корни семьи — в Холмогорском районе Архангельской области. В 1984 году окончил режиссёрский факультет ГИТИСа (мастерская П. Фоменко — О. Ремеза).
В 1984—1988 годах работал в театре им. Н. В. Гоголя, где играл в пьесах «А этот выпал из гнезда» («Полёт над гнездом кукушки»), «Декамерон», «Берег» и другие. Также работал в театре-кабаре «Летучая мышь» под руководством Григория Гурвича, театре «На Юго-Западе», МХТ им. Чехова.
В 1988—1990 годах, параллельно театральной деятельности, был участником поп-рок-группы «Двойной обгон».
В первой половине 1990-х три месяца прожил в Нью-Йорке, где для накопления опыта посещал степовую школу Грегори Хайнса, бродвейские постановки и телевизионные съёмки, однако, чтобы себя хоть как-то обеспечить, работал посудомойщиком.
Снялся в клипе на песню Анжелики Варум «Человек-свисток».
В 1990—1995 годах — автор, продюсер, ведущий и актёр программы «Оба-на!» До 1992 года Угольников делал программу совместно с «Авторским телевидением», а позже - со своей собственной группой. Именно с того момента программа нередко именовалась как «Оба-на! Угол-шоу». В 1996 году по мотивам программы вышла книга «Оба-на» и одноимённый компакт-диск, куда вошли песни в исполнении Угольникова, которые звучали в программе. В 1995—1996 годах — автор, режиссёр и актёр 48-серийного проекта «Доктор Угол» на телеканале НТВ.
В 1996—1997 годах — заместитель директора Дирекции телевизионного вещания ВГТРК. В то же время вместе с режиссёром Аллой Угольниковой он запустил на канале РТР ток-шоу «V.I.P. — Особо важные персоны», в котором был также ведущим двух выпусков. В 1997—2002 годах — автор и ведущий ежедневного развлекательного ток-шоу «Добрый вечер с Игорем Угольниковым» на РТР, позже — на СТС. В 2001 году — директор Дома кино Союза кинематографистов.
В 2001—2003 годах — актёр МХТ имени Чехова.
В 2004—2008 годах — генеральный директор и продюсер телевизионного сатирического журнала «Фитиль».
В 2006—2017 годах — председатель Телерадиовещательной организации Союзного Государства России и Белоруссии (ТРО Союза).
С 2008 года — ведущий ток-шоу «Время Союза» (на телеканале ТРО Союза).
В 2010 году — автор идеи и генеральный продюсер фильма «Брестская крепость», участник проекта «Лёд и пламень» на «Первом канале» (партнёр Елены Бережной).
С 2012 года — актёр и режиссёр Московского академического театра сатиры.
В 2014 году — автор идеи и генеральный продюсер фильма «Батальонъ». В 2015 году — автор идеи, режиссёр и генеральный продюсер киноальманаха «Первая мировая война. WW1».
С 2015 года — член Академии российского телевидения (АРТ).
В феврале 2017 года получил от губернатора Архангельской области предложение войти в состав Поморского землячества в Москве.
С 2017 года — президент Международного телевизионного конкурса «ТЭФИ-Летопись Победы», председатель совета директоров международного телеканала «ТВБРИКС», президент ГБУК города Москвы «Москино», основатель и генеральный директор студии «Военфильм».
С 2020 года — президент кинофестиваля фильмов и программ о космосе «Циолковский».
В 2021 году — соавтор экспозиции Музея Победы «Подвиг народа».
С 2022 года — член экспертного совета Фонда поддержки военно-патриотического кино.
В 2022 году — создатель экспозиции на Красной площади 7 ноября 2022 года, посвящённой параду 7 ноября 1941 года.

### Политические взгляды
Член Комиссии по СМИ Центрального совета сторонников «Единой России».
В 2014 году поддержал «возвращение» Крыма, подписал обращение деятелей культуры в поддержку позиции президента России Путина по Украине и Крыму. В дальнейшем заявлял, что готов был в 2014 году «въехать в Крым на танке» для поддержки аннексии Крыма.
23 января 2018 года подписал обращение к министру культуры Владимиру Мединскому с требованием юридической проверки и запрета показа в кинотеатрах фильма «Смерть Сталина».
Принял участие во всероссийской акции по сбору средств на реставрацию памятника Минину и Пожарскому, учрежденной Государственным историческим музеем в 2018 году.
Поддержал российское вторжение на Украину, заявив, что «российские солдаты опять сражаются с нацистами», снялся в ролике для государственного телеканала «Россия-24».
В 2024 году являлся доверенным лицом кандидата в президенты России Владимира Путина.

### Санкции
19 октября 2022 года внесён в санкционные списки Украины против лиц, «которые публично призывают к агрессивной войне, оправдывают и признают законной вооружённую агрессию РФ против Украины, временную оккупацию территории Украины».
В конце марта 2022 года включён в санкционный список Латвии против «лиц, поддерживающих кремлевский режим», за поддержку нападения России на Украину и распространение военной пропаганды.

### Семья
Дед по отцу — Василий Угольников, участник ВОВ, награждён был орденом Красного Знамени.
Дед по матери — Исаак Залманович Циркин, работал в ГДРЗ в Москве. 7 июля 1941 г. добровольцем записался в 1-ю стрелковую дивизию народного ополчения Ленинского района Москвы. 7 октября 1941 г. в звании военный инженер 3 ранга 1283 стрелкового полка погиб в деревне Глотовка Угранского района Смоленской области. Похоронен на воинском Мемориале «Поле памяти» в селе Знаменка Угранского района Смоленской области.
Отец — Станислав Васильевич Угольников (род. 23 сентября 1938), окончил факультет радиоэлектроники МАИ.
Мать — Анна Исааковна Угольникова (дев. Циркина) (род. 1 февраля 1940), училась вместе с будущим мужем на одном курсе.
Младший брат — Олег Угольников (род. 6 сентября 1974) — старший научный сотрудник Института космических исследований РАН, кандидат физико-математических наук, автор ежегодников «Астрономический календарь» и «Астрономический календарь для школьников», заместитель председателя Центральной предметно-методической комиссии по астрономии Всероссийской олимпиады школьников.
Первая супруга (1984—1990) — Наталия Шумилина. Дочь — Ирина (род. 1987) закончила РГГУ, галерист, художница, рисует татуировки, продюсер.
Вторая супруга (с 1992 года) — Алла Угольникова (род. 1962) — режиссёр и сценарист, окончила философский факультет МГУ, работала в программе «Оба-на!».

## Фильмография

### Актёрские работы в кино
- 1989 — Законы безопасности — инопланетянин
- 1990 — Гулять так гулять. Стрелять так стрелять… — Василий Петухов
- 1990 — Чернов/Chernov — проводник в поезде
- 1991 — Встретимся на Таити — Макс
- 1992 — Время вашей жизни
- 1992 — Прорва — сотрудник НКВД
- 1995 — Ширли-мырли — Жан-Поль Николаевич Пискунов, следователь по особо важным делам
- 1995 — Волшебный фонарь 2 — муж, застукавший жену с пожилым любовником
- 1996 — Дела смешные, дела семейные
- 1996 — Карнавальная ночь 2 — Лёня Крылов
- 2005 — Девять неизвестных — Ростислав Григорьевич Дивов
- 2006 — В круге первом — Рюмин
- 2007 — Застава — Гароян
- 2007 — Три дня в Одессе — Славинский
- 2007 — Мужчина в моей голове — психолог
- 2011 — На крючке — Михаил Петрович, главный редактор журнала «Теленеделя»
- 2012 — Рассказы — Президент России
- 2014 — Призрак — Ползунов
- 2015 — Тонкий лёд — Константин Кормухин
- 2015 — Так сложились звёзды — Михаил Сергеевич Горбачёв
- 2016 — Салют-7 — Болдырев
- 2016 — Вдовушки — короткометражный
- 2017 — Вечная жизнь Александра Христофорова — Игнатьич, владелец и директор исторического парка аттракционов «Вечная жизнь», аниматор «Цезарь»
- 2017 — Мой первый гонорар — Борис Розенблат, издатель
- 2018 — Спящие 2 — Пётр Ильич Шпалин
- 2018 — Год культуры — Александр Семёнович Терёхин, губернатор Верхнеямской области
- 2019 — Горе от ума — Фамусов
- 2019 — Глубже! — президент
- 2021 — По колено — камео
- 2021 — Сердце и как им пользоваться — мэр
- 2021 — Учёности плоды — Антипов, сотрудник музея
- 2022 — Год культуры 2 — Александр Семёнович Терёхин, председатель правительства Верхнеямской области
- 2023 — Позывной «Журавли» — Сергей Михайлович Михеев, начальник штаба полка, майор
- 2024 — По зову сердца — майор Углов

### Дубляж
- 2013 — Облачно, возможны осадки: Месть ГМО — Честер V[35]
- 2018 — Суперсемейка 2 — Эдна Мод[36]

## Режиссёрские, сценарные и продюсерские работы

### Кинорежиссёр
- 1997 — Это несерьёзно — телевизионный художественный фильм
- 2003 — Казус белли — полнометражный художественный фильм
- 2021 — Учёности плоды — полнометражный художественный фильм
- 2024 — По зову сердца — полнометражный художественный фильм
- 2025 — «Батька Минай. Партизанская легенда». Белорусско-российская военная драма о легендарном партизанском командире Минае Шмыреве[37][38][39]

### Телережиссёр
- 1990 — Оба-на! — юмористическая телевизионная программа
- 1992—1995 — Угол шоу — авторская телевизионная программа
- 1996—1998 — Доктор Угол — первый российский ситком
- 1996 — V.I.P. — телевизионное ток-шоу
- 1997 — «Добрый вечер» — развлекательное телевизионное шоу
- 2004 — «Фитиль» — телевизионный сатирический журнал
- 2005 — Большой Фитиль — полнометражный художественный фильм
- 2015 — Первая мировая война. WWI — полнометражный художественный фильм

### Киносценарист
- 1997 — Это несерьёзно
- 2015 — Батальонъ[40]
- 2024 — По зову сердца — полнометражный художественный фильм

### Прочие сценарии
- 2005 — Большой Фитиль
- 2015 — Первая мировая война. WW1 (США, Сербия, Германия, Турция, Англия, Канада, Россия, Франция)
- 2016—2017 — Каспий-24

### Кинопродюсер
- 2008 — В июне 41-го (Россия, Белоруссия)
- 2010 — Брестская крепость (Белоруссия, Россия)
- 2010 — Крепость — телевизионный четырёхсерийный художественный фильм
- 2014 — Женский батальонъ — телевизионный четырёхсерийный художественный фильм
- 2015 — Батальонъ[40]
- 2020 — Подольские курсанты
- 2021 — Девятаев
- 2024 — По зову сердца — полнометражный художественный фильм, мини-сериал, 4 серии

### Телепродюсер
- 1990 — Оба-на!
- 1992—1995 — Угол шоу
- 1996—1998 — Доктор Угол
- 1996 — V.I.P.
- 2004 — Телевизионный сатирический журнал «Фитиль»
- 2005 — Большой Фитиль — полнометражный художественный фильм
- 2015 — Первая мировая война. WW1 (США, Сербия, Германия, Турция, Англия, Канада, Россия, Франция)
- 2016—2017 — Генеральный продюсер сериала «Каспий-24»

### Продюсер документальных фильмов (2007—2009 гг.)
- «Убить гауляйтера»
- «Брестская крепость»
- «Красная дорожка. История Московского кинофестиваля»
- «Антисволочи»
- «Госпожа Победа режиссёра Мотыля»
- «Андрей Громыко. Гигант, которому удалось выжить»
- «Быль и небыль о маршале Рокоссовском»
- «Киноиндустрия Страны Советов»
- «Любовники из Витебска»
- «Янка Купала. Неназванное»
- «Москва — Минск. Кинотранзит»
- «История ВИА» и др.

## Работа в театре
- 1984—1988 годы — Театр им. Гоголя: «А этот выпал из гнезда» («Полёт над гнездом кукушки») Д. Вассермана; «Декамерон» Д. Боккаччо; «Берег» Ю. Бондарева и др.
- 1988—1990 годы — роль Хлестакова в спектакле «Ревизор» театра «На Юго-Западе».
- 1989—1992 годы — Московский театр-кабаре «Летучая мышь»: «Чтение новой пьесы» Гр. Гурвича.
- 2001—2002 — Московский художественный академический театр им. Чехова: Спектакль «Девушки битлов»; спектакль «Гамлет в остром соусе».
- 2003—2007 — исполнитель главной роли в спектакле частного театра «Империя Звёзд» по пьесе Клода Манье «Оскар» реж. Петра Штейна.
- 2012 год — главная роль в спектакле «Ловушка для мужа».
- 2013 год — автор литературного перевода, режиссёр, актёр в спектакле Театра сатиры «Дураки»[41].
- 2013 год — роль в спектакле «Вредные привычки».

## Награды и премии
Государственные награды:
- 2007 — Благодарность Президента Российской Федерации (7 декабря 2007 года) — за большой вклад в создание и развитие нового телевизионного проекта сатирического журнала «Фитиль»[42].
- 2010 — Премия ФСБ России в номинации «Кино- и телефильмы» за художественный фильм «Брестская крепость».
- 2011 — Медаль «За заслуги в увековечении памяти погибших защитников Отечества» от Министерства обороны РФ.
- 2016 — Заслуженный артист Российской Федерации (17 ноября 2016 года) — за большой вклад в развитие отечественной культуры и искусства, многолетнюю плодотворную деятельность[43]
- 2021 — Премия Президента Российской Федерации в области литературы и искусства за произведения для детей и юношества 2020 года (23 марта 2021 года) — за вклад в патриотическое воспитание подрастающего поколения[44] (в составе коллектива авторов экспозиции Музея Победы «Подвиг народа»)
- 2022 — Государственная премия Российской Федерации имени маршала Советского Союза Георгия Жукова (27 апреля 2022 года) — за военно-исторический художественный фильм «Подольские курсанты», раскрывающий величие народного подвига в Великой Отечественной войне 1941—1945 годов[45]
- 2022 — Орден Дружбы (22 декабря 2022 года) — за большой вклад в развитие отечественной культуры и искусства, многолетнюю плодотворную деятельность[46]
- 2023 — Премия Министерства обороны Российской Федерации в области культуры и искусства — за вклад в развитие культуры[47]
- 2023 — Народный артист Российской Федерации (12 мая 2023) — за вклад в развитие отечественной культуры и искусства, многолетнюю плодотворную деятельность[48]
- 2023 — Медаль «За особые заслуги перед Калужской областью» II степени (31 августа 2023) — за особые заслуги и высокие достижения, способствующие социально—экономическому развитию Калужской области[47]

Общественные награды:
- 1992 — Лауреат Первой премии «Золотой Остап», присуждаемой за наивысшие достижения в жанре сатиры и юмора.
- 1994 — Премия «Овация» за лучшую телевизионную программу.
- 2002 — Премия «Золотой стул» Второго международного телевизионного фестиваля юмора в Одессе в номинации «За обаяние и находчивость».
- 2007 — Специальный диплом и приз жюри «За поиски нового языка в документальном кино» на XIV Минском международном кинофестивале за документальный фильм «Убить гауляйтера».
- 2011 — Орден «За благородство помыслов и дел» от Совета ветеранов центрального аппарата МВД России[49].

Кинематографические награды:
2011 — фильм «Брестская крепость» получил награды на фестивалях и кинофорумах:
- Номинант — Лучший иностранный фильм «Золотой петух и сто цветов» / Golden Rooster and 100 Flowers
- Лучший кинопродюсер- Игорь Угольников — «Московская премьера в Риге»
- Специальная номинация, посвященная 65-летию Великой Победы — Игорь Угольников — «Беларусь Россия. Шаг в будущее»
- Первая премия в номинации «Кино» — Ежегодный конкурс в культурном центре ФСБ России
- Лучший российский фильм — Киноньюс-2011
- Специальный приз жюри — Хрустальный подсвечник VI международного православного сретенского кинофестиваля «Встреча»
- Лучший российский экшн, Лучшая российская драма — Народная интернет-кинопремия «Жорж»
- Гран-при — VII международный фестиваль кинофильмов и радиопрограмм «Победили вместе»
- Специальный приз губернатора Мурманской области — Игорь Угольников — Международный кинофестиваль «Северное сияние»
- Лучший игровой фильм — Международный фестиваль «Земля и люди»
- Лучшее игровое кино — Международный кинофорум «Золотой Витязь»
- Гран-при — Телекинофорум «Вместе»
- Телевизионный сериал «Крепость» стал победителем в номинации «Телевизионный фильм и сериал» — Евразийский телефорум
- Лучший фильм о Великой Отечественной войне — Московский открытый фестиваль молодёжного кино «Отражение»
- Игорь Угольников — специальный приз жюри — Международный фестиваль военно-патриотического кино имени Сергея Бондарчука «Волоколамский рубеж»
- Специальный приз Жюри — Третий международный кинофестиваль «Корона Карпат»

2016 — фильм «Батальонъ» получил награды на фестивалях и кинофорумах:
- Лучший фильм мира, Лучший фильм стран БРИКС — The South African International Film Festival RapidLion (ЮАР, Йоханнесбург)
- Лучший фильм, Приз большого жюри за лучший фильм — Hollywood Florida Film Festival! (США, Флорида)
- Лучший драматический фильм, Лучший продюсер — iFilmmaker International Film Festival (Испания, Марбелья)
- Лучший фильм — International Euro Film Festival On Line (Испания, Марбелья)
- Продюсерская награда — Laughlin International Film Festival (США, Невада, Лафлин)
- Лучший иностранный фильм — The 2015 Catalina Film Festival (США, Калифорния, Каталина)
- Лучший иностранный фильм — The Second Edition Bridge Film Fest (BFF) (Косово, Митровица)
- Платиновая награда — Asia Pacific Internatinal Filmmaker Festival & Awards (APIFA) (Азиатско-тихоокеанский Международный кинофестиваль в Индонезии)
- Лучший фильм — 2nd Navi Mumbai Film Festival (Международный кинофестиваль в Мумбаи)
- Гран-при — Международный фестиваль военного кино имени Ю. Н. Озерова (Россия, Калининград)